# Denis Battin
Pour les articles homonymes, voir Battin.
Denis Battin, né en 1723 à Colonne (province de Franche-Comté, actuel département du Jura), mort le 26 octobre 1806 à Avignon (Vaucluse), est un général de brigade de la Révolution française.

## Biographie
En 1743, il est enlevé par des recruteurs, et jeté en prison, jusqu’à ce qu’il accepte de s’engager pour le service militaire. Ayant souscrit cet engagement, il est incorporé dans le régiment du Dauphin, et il rejoint en 1744 l’armée qui assiège Courtrai. Il participe aux sièges de Menin et de Tournai en 1745, ainsi qu’à la bataille de Fontenoy le 11 mai 1745.
En février 1746, à la suite d'une action d’éclat lors du siège de Bruxelles, il devient grenadier, et le 18 septembre 1747, lors de l’assaut sur Berg-op-Zomm, il fait partie des douze grenadiers qui montent les premiers sur la brèche et qui poursuivent les assiégés à l’intérieur de la ville. De 1753 à 1763, il sert à l’armée de Hanovre, il y fait sept campagnes comme sergent, et y reçoit quatre blessures, dont une à la bataille de Minden le 1er août 1759, où il a deux côtes enfoncées par un éclat d’obus. 
Il est promu sous-lieutenant en 1768, et il est employé en cette qualité à la campagne de Corse en 1768–1769. Lors de la Guerre d'indépendance des États-Unis, il obtient le commandement d’un fort en avant de la rade de Brest, et il est fait chevalier de Saint-Louis en 1779.
En 1792, âgé de 70 ans, il sert comme capitaine, avant d’être employé comme lieutenant-colonel à la bataille de Jemappes le 6 novembre 1792, où avec 6 bataillons, il traverse un terrain entrecoupé de fossés pleins d’eau, tombe à l’improviste sur le village de Jemmapes, en chasse l’ennemi et s’empare de deux canons et d’un obusier. Le 18 mars 1793, à la bataille de Neerwinden, il soutient avec trois bataillons tous les efforts que fait l’artillerie autrichienne contre l’armée française en retraite, et se replie en bon ordre sur les hauteurs de Tirlemont. À la suite de cette bataille, le général Dampierre le nomme colonel du 29e régiment d’infanterie, régiment dans lequel il est entré 50 ans auparavant comme soldat.
Enfermé dans Valenciennes, avec les troupes qu’il commande, il y est promu général de brigade provisoire, et il est confirmé dans son grade à la reddition de cette place le 28 juillet 1793. Grade qu’il ne veut pas accepter, pour ne pas se séparer des soldats de son régiment, qui l’appelaient « leur père ».  
En 1794, il est envoyé en Vendée, et à la bataille de Beaupréau le 14 février, il bat les insurgés et les poursuit jusque dans leurs retraites. Ne pouvant plus marcher, ni même se tenir à cheval, il prend sa retraite en 1797.
Il meurt le 26 octobre 1806, à Avignon.

## Distinctions
- Chevalier de l'ordre royal et militaire de Saint-Louis